# Говард, Филипп, 20-й граф Арундел
Филипп Говард (англ. Philip Howard; 28 июня 1557, Лондон — 19 октября 1595[…], Лондон) — 20-й граф Арундел, святой Римско-католической церкви, мученик, пострадавший во время английской Реформации.

## Биография
Филипп Говард был старшим сыном 4-го герцога Норфолка Томаса Говарда, троюродного брата королевы Елизаветы I Тюдор. Филипп Говард был крещён во дворце Уайтхолл — резиденции английских королей и был назван в честь своего крестного отца испанского короля Филиппа II. В 1571 году, в возрасте 14 лет, был обручён со своей сводной сестрой Анной Дакр (дочерью Томаса Дакра, 4-го барона Дакра из Гисленда, и Элизабет Лейбёрн, третьей женой Томаса Говарда). 1 октября 1569 года его отец был арестован и обвинён в интригах против королевского двора. Томас Говард был казнён в 1572 году, а титул «герцог Норфолк» конфискован и не передан его сыну. В 1580 году, несмотря на осуждение его отца, Филиппу было позволено унаследовать графский титул Арундел после смерти матери.
Все родные Филиппа были католиками и поэтому во время правления королевы Елизаветы I они пытались покинуть Англию без её разрешения. 25 апреля 1585 года Филипп Говард был арестован и заключён в Тауэр. Несмотря на то, что обвинения в государственной измене Филиппа Говарда не были доказаны, он провёл в заключении 10 лет, вплоть до своей смерти от дизентерии. Во время заключения он просил королеву позволить ему увидеть свою жену и сына. Королева поставила ему условие, что, только вступив в Англиканскую Церковь, он сможет увидеть своих родных. Отказавшись от предложения королевы, Филипп обрёк себя на одиночество в заключении.
После его смерти в Англии сразу же возник культ его почитания как мученика. Его тело было похоронено в церкви св. Петра в оковах без всяких почестей и церемоний. Через 29 лет его вдова и сын получили разрешение от короля Якова I переместить тело Филиппа Говарда в католическую церковь в городе Арундел, которая до сих пор является местом паломничества английских католиков.

## Прославление
25 октября 1970 года Филипп Говард был причислен к лику святых вместе с другим 40 английскими и уэльскими мучениками Римским Папой Павлом VI. В 1971 году в честь Филиппа Говарда освятили Арунделский собор.
День памяти в Католической церкви — 19 октября.

## Источник
- Henryk Fros SJ, Księga imion i świętych. T. 3: H-Ł. Kraków: WAM, Księża Jezuici, 1998, стр. 312—313. ISBN 83-7097-464-3.